# (2153) Akiyama
Akiyama és l'asteroide número 2153. Va ser descobert per l'astrònom del Harvard College des de l'observatori de Agassiz Stat, l'1 de desembre de 1978. La seva designació provisional era 1978 XD.